# Dyomyx antigone
Dyomyx antigone là một loài bướm đêm trong họ Noctuidae.